# 初并天下诏
秦国吞并六国后，秦始皇下令认为六国“倍约”、“倍盟”、“畔约”，称秦灭六国是“兴兵诛暴乱”，并让群臣商议称号，从而确立了皇帝制度，学者称为《初并天下诏》或《初并天下令》或《议帝号令》。

## 全文
| 异日韩王纳地效玺，请为藩臣，已而倍约，与赵、魏合从畔秦，故兴兵诛之，虏其王。寡人以为善，庶几息兵革。赵王使其相李牧来约盟，故归其质子。已而倍盟，反我太原，故兴兵诛之，得其王。赵公子嘉乃自立为代王，故举兵击灭之。魏王始约服入秦，已而与韩、赵谋袭秦，秦兵吏诛，遂破之。荆王献青阳以西，已而畔约，击我南郡，故发兵诛，得其王，遂定其荆地。燕王昏乱，其太子丹乃阴令荆轲为贼，兵吏诛，灭其国。齐王用后胜计，绝秦使，欲为乱，兵吏诛，虏其王，平齐地。寡人以眇眇之身，兴兵诛暴乱，赖宗庙之灵，六王咸服其辜，天下大定。今名号不更，无以称成功，传后世。其议帝号。 |

## 分析
崔建华认为，《初并天下诏》将统一战争的正当性建立在六国的“倍约”、“倍盟”、“畔约”上，“这样的政治思维与战国时期会盟约誓行为的极端工具化密切相关”。 至于秦始皇二十九年刻石：“六国回辟，贪戾无厌，虐杀不已。皇帝哀众，遂发讨师，奋扬武德。义诛信行，威婵旁达，莫不宾服。烹灭强暴，振救黔首，周定四极。” 秦始皇三十七年刻石：“六王专倍，贪戾慠猛，率众自强。暴虐恣行，负力而骄，数动甲兵。阴通间使，以事合从，行为辟方。内饰诈谋，外来侵边，遂起祸殃。义威诛之，殄熄暴悖，乱贼灭亡。” 就将统一战争的正当性建立在“振救黔首”上，指责六王“暴虐恣行”，显示了与《初并天下诏》不同的旨趣。
鲁西奇指出，《初并天下诏》中，没有提到“天”的任何作用。